# ヘメーンテ (オランダ)
ヘメーンテ（オランダ語：Gemeente）は、オランダの基礎自治体である。

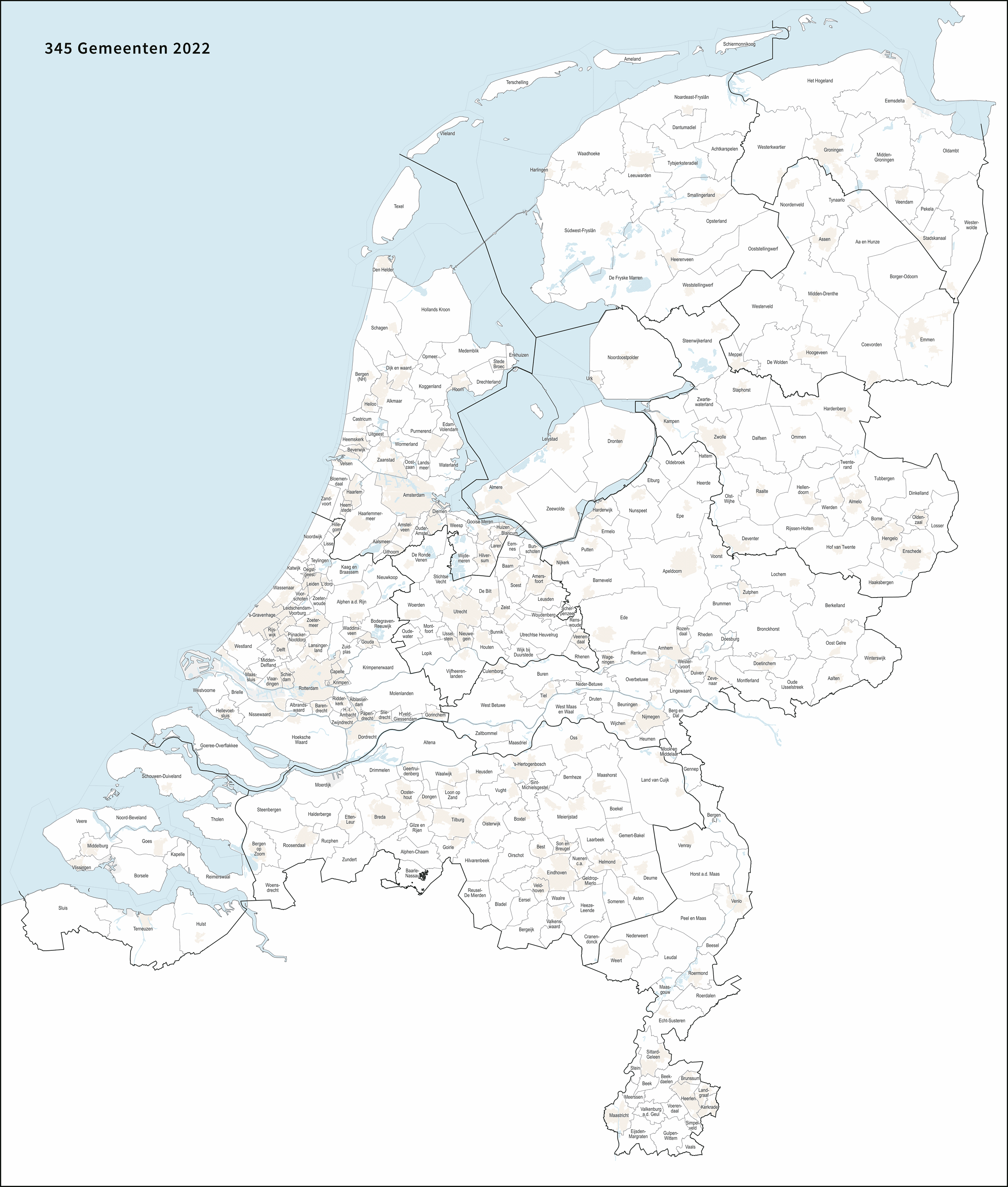
ヘメーンテ分割図（2022年時点）

オランダは12の行政区分である州（Provincie）に分割されており、州はさらに345のヘメーンテ（Gemeente）に分割されている（2022年現在の数）。ヘメーンテは最小の自治体単位であり、人口の多少に係わらず同格である。日本のように市町村といった区分は無い。なお、ヘメーンテはさらに地区（約7000地区）に分けられるが、これらに自治権は存在しない（後述するデールヘメーンテがある場合を除く）。

## 概要
ヘメーンテの最高機関は議会（gemeenteraad）である。ここが、立法だけでなく行政も担う。この点はイギリスの地方議会に類似する。議員数はアムステルダムで45人だが、最小のヘメーンテにおいては9人とされる。行政まで担う議会には首長がおかれる。首長は公選によらず、各州の弁務官・知事の推薦により国王が任命する。日本の行政と最も異なる点は、警察の所轄である。自治体警察は人口2万5000人以上のヘメーンテないし連合でないと所轄できない。この場合、国家警察の所轄となる。一方、財政構造は国庫助成金に依存している。さまざまな面におき、ヘメーンテはオランダの中央集権体制を象徴する。
なお、警察や消防防災に関しては本土を25の区域に分割した治安・防災広域行政区域を採用している。本土の全てのヘメーンテはこの広域行政区域の一つに属し、区域内の他のヘメーンテと共同して警察や消防防災の事務を執行している（日本における広域連合の仕組みに類似する）。

## デールヘメーンテ
大規模なヘメーンテであるアムステルダムやロッテルダムは、デールヘメーンテ（Deelgemeente）に細分化され、それぞれのデールヘメーンテに一部自治権が移譲されている。日本の政令指定都市の行政区のような位置付けであるが、オランダでは区長・区議会議員の選挙があることなど自治権が広範に認められている（日本において戦前の三都の区には区会と区長があったのと類似する）。アムステルダムのデールヘメーンテは特にスタッズデール（Stadsdeel）と呼ばれている。

## 日本語訳
オランダのヘメーンテを日本語で言うとき、大規模な人口を有するヘメーンテの地区を便宜上「市」、中規模な地区を「町」、小規模な地区を「村」と翻訳することがあるが、行政上このような区別は存在していない。また、デールヘメーンテは前節の理由から「区」と翻訳されることが多い。